# Pachygonidia
Pachygonidia is een geslacht van vlinders uit de onderfamilie Macroglossinae van de familie pijlstaarten (Sphingidae).

## Soorten
- Pachygonidia caliginosa (Boisduval, 1870)
- Pachygonidia drucei (Rothschild & Jordan, 1903)
- Pachygonidia hopfferi (Staudinger, 1875)
- Pachygonidia martini (Gehlen, 1943)
- Pachygonidia mielkei Cadiou, 1997
- Pachygonidia ribbei (Druce, 1881)
- Pachygonidia subhamata (Walker, 1856)

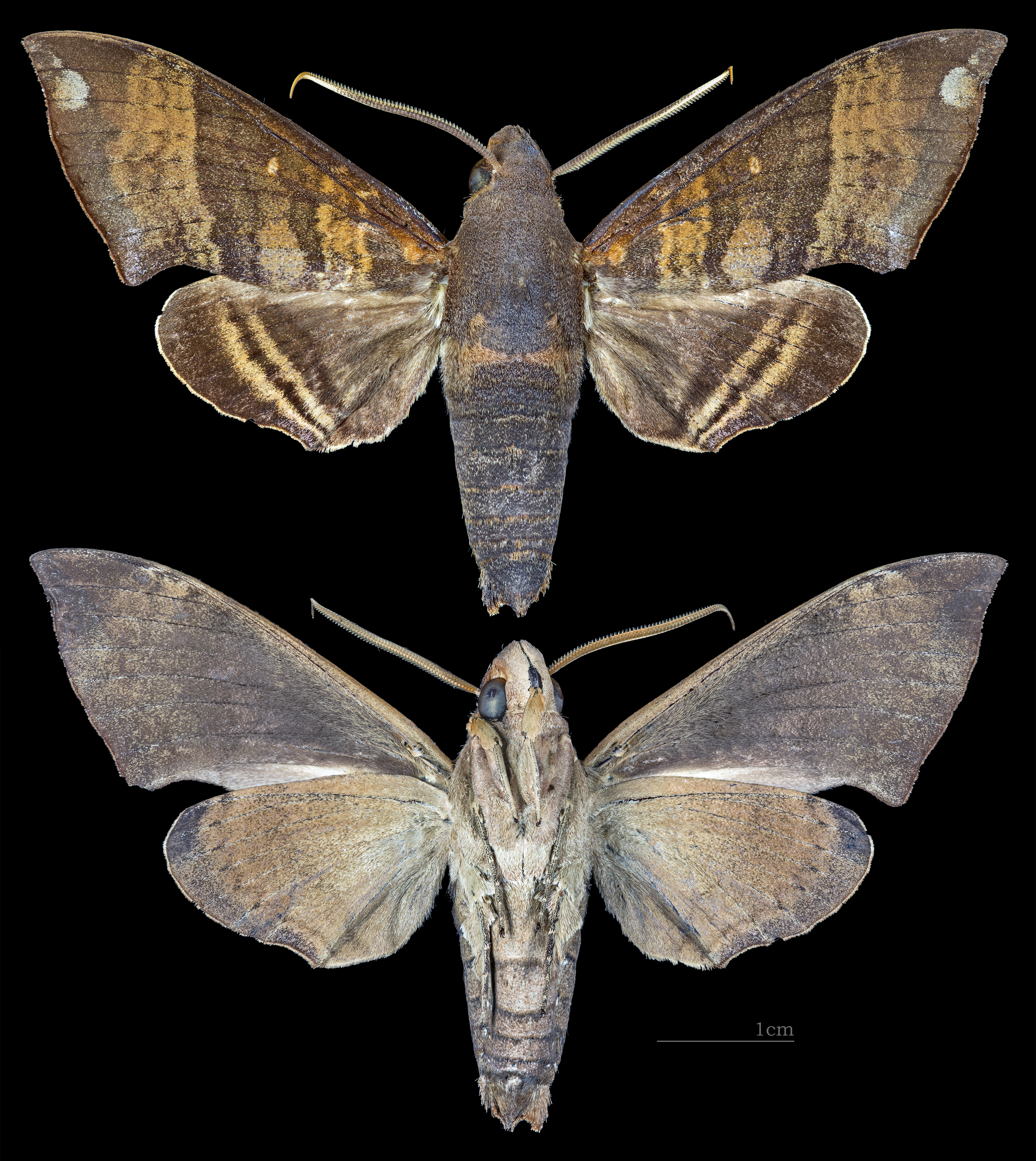
Pachygonidia caliginosa
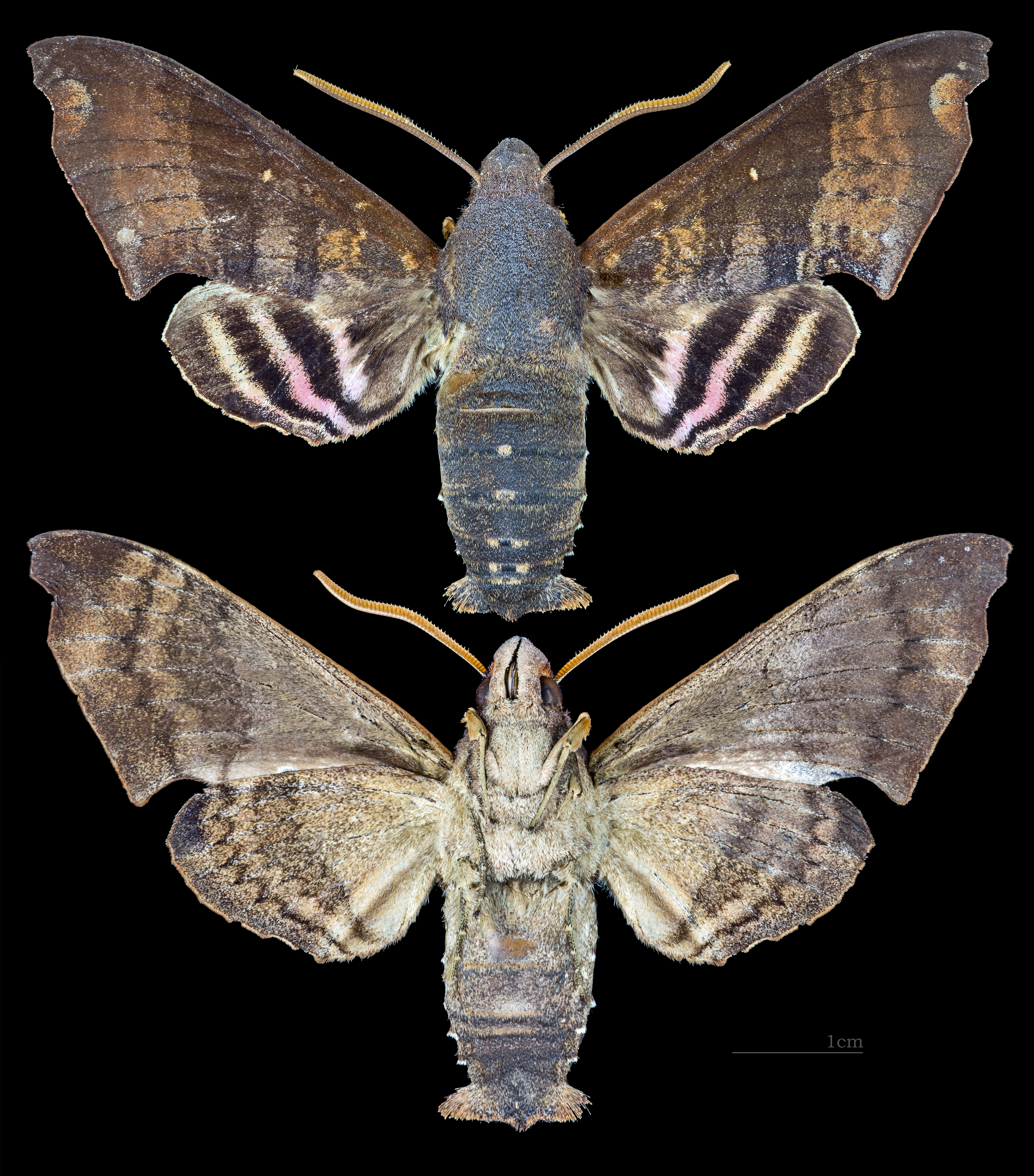
Pachygonidia martini
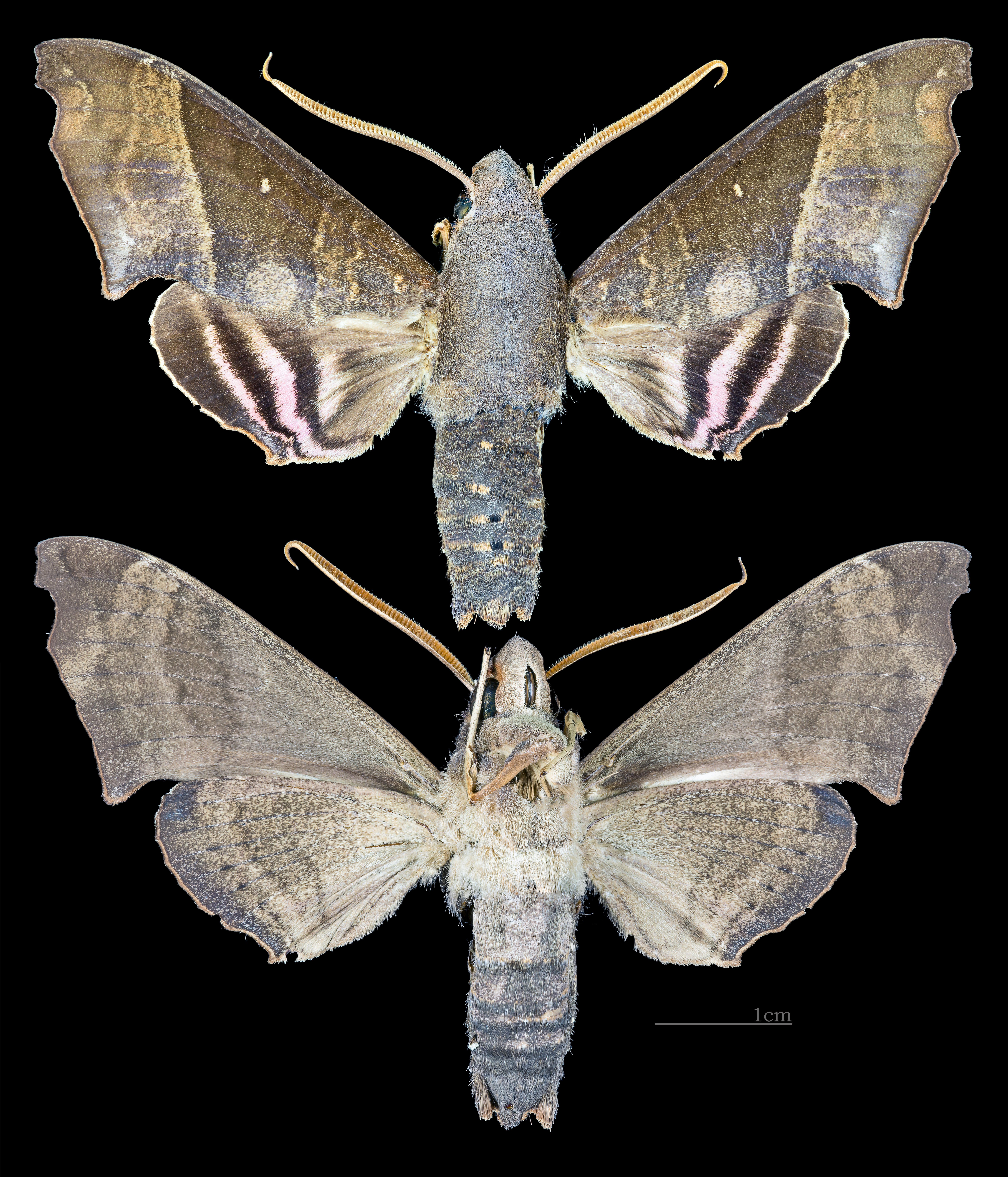
Pachygonidia hopfferi
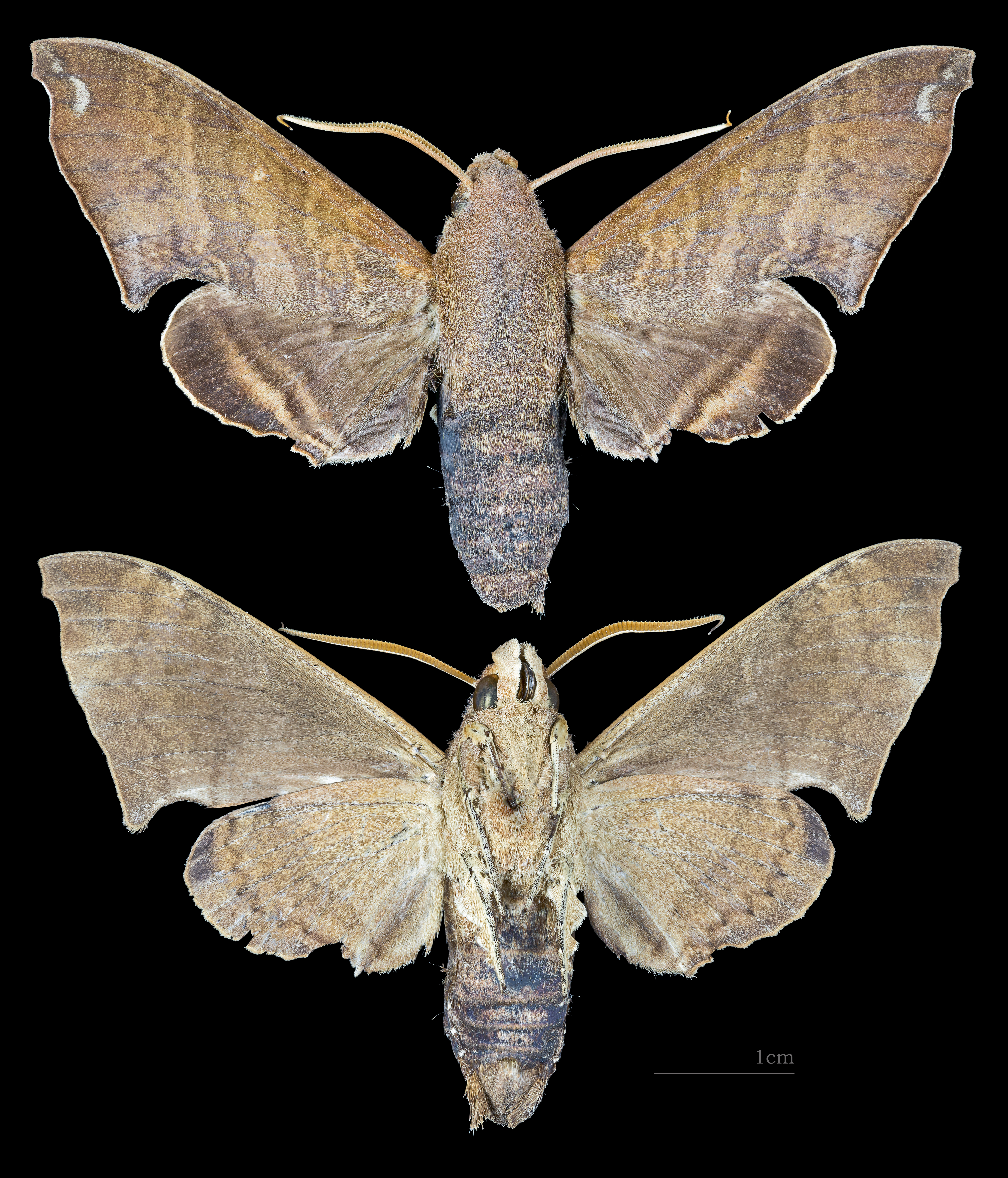
Pachygonidia subhamata